# Guts Over Fear
„Guts Over Fear” este un single al rapperului american Eminem în colaborare cu cântăreața australiană Sia, de pe albumul lui Eminem de compilație SHADYXV, lansat pe data de 25 august 2014. Acest cântec este înclus în coloana sonoră al filmului, The Equalizer.

## General
Previzualizări ale cântecului au avut premierea în anteprima filmului, The Equalizer cu Denzel Washington. Cântecul a fost lansat în mod oficial pe iTunes pe data de 25 august 2014, în aceaș zi Eminem a anunțat planurile sale de a lansa un album mai târziu în acel an.

## Conținut
Cântecul vorbește despre insiguritățiile rapperului și despre luptele sale ca artist, în timp ce, Sia în refren cântă despre cum se simt acum mai puternici în fața adversității. Aceasta nu este prima colaborare între cei doi artiști, de fapt, prima lor colaborare a fost „Beautiful Pain”, de pe versiunea deluxe al albumului The Marshall Mathers LP 2.

## Legături externe
- Videoclipul cântecului „Guts Over Fear” pe YouTube